# Къс Д'Амато
Константино „Къс“ Д'Амато (на английски: Constantino „Cus“ D’Amato) е американски треньор по бокс от италиански произход.
Считан е от някои за най-великия за всички времена. Създател е на боксовия стил „пик а буу“, който се използва от професионални боксьори като Хосе Родригес и Майк Тайсън. Методите, с които тренира своите подопечни, са оригинални по своему, правейки така, че да влезе в психиката на своя боец.
По този начин Кас издига до върха ексшамипона в тежка категория Майк Тайсън. Месец преди мегасблъсъка между Майк Тайсън и Тревор Бербик за световната титла в тежка категория се влошава здравето на треньора. През ноември 1985 г. 77-годишният треньор умира. Кас така и не успява да види своя боец световен шампион, въпреки че приживе е имал предчувствието, че Майк Тайсън ще стане световен шампион.